# Elegia a doua, getica
„Elegia a doua, getica” dedicată lui Vasile Pârvan, este a doua poezie-elegie de Nichita Stănescu din volumul 11 elegii, apărut în 1966.

## Comentarii
Alex. Ștefănescu afirma în 1986, în Introducere, pagina 104,
| “ | „Elegia a doua, getica” n-are nici o legătură cu prima elegie și reprezintă o palidă reeditare a atmosferei panteiste, preromanice evocate în unele din poemele lui Lucian Blaga (...). Poemul nu are putere de convingere și din cauză că, prin stilul său anecdotic, amintește de versurile lui Marin Sorescu din prima lui perioadă de creație, pe cât de simpatică, pe atât de frivolă. | ” |

În opinia Ștefaniei Mincu (1987), „zeul” este o simplă denumire dată cuvântului și „constituie un avertisment dat sinelui de a se despărți de sine” (p. 63). Cristian Moraru (1988) vorbește în schimb despre „o evidentă sacralizare a operațiunii poetice de «umplere» a «fisurilor ontice»” în volumul Nichita Stănescu – sistemul poetic, postfață la volumul Nichita Stănescu: Poezii, Editura Minerva, București, 1988, pagina 357.
Referitor la aceeași elegie, Ion Pop afirmă că această elegie „construiește imaginea unei despicări a unității originare a existenței”, fiind „o primă elegie a înstrăinării eului” (47, 49).